# En una hostatgeria romana
En una hostatgeria romana (en danés: Fra et romersk osteria) és una pintura a l'oli sobre tela del pintor danés Carl Heinrich Bloch. Amb data del 1866, és una de les pintures de gènere més conegudes de Bloch.

## Història
La pintura fou un encàrrec del comerciant Moritz G. Melchior, amic i principal patrocinador de Bloch, a qui va incloure en l'escena al fons de l'obra (assegut en una taula parlant amb uns amics). Dues dones estan segudes donant-li l'esquena. L'home d'esquena observant els espectadors és el mateix pintor. Bloch fou deixeble de Wilhelm Marstrand. Aquesta obra és semblant a Escena d'una hostatgeria italiana (1848), de Marstrand.
La pintura, la va adquirir la Galeria Nacional de Dinamarca el 1935. L'oli sobre tela sense marc té 148,5 cm per 177,5 cm.